# Warszawianka (wieś)
Warszawianka – wieś w Polsce, położona w województwie mazowieckim, w powiecie piaseczyńskim, w gminie Lesznowola. 
Wieś wchodzi w skład sołectwa Wola Mrokowska.
W latach 1975–1998 miejscowość administracyjnie należała do województwa warszawskiego.